# Муравьёва, Елена Александровна
Еле́на Алекса́ндровна Муравьёва (в девичестве Апостол-Кегич; 22 мая [3 июня] 1867 года, Харьков — 11 марта 1939 года, Киев) — артистка оперы, педагог по вокалу. Заслуженный деятель искусств УССР (1938).

## Биография
Дочь музыканта.
В 1886—1888 годах училась в Московской консерватории, откуда ушла на оперную сцену.
Солистка Большого театра (1890—1901).
После окончания карьеры певицы преподавала вокальное искусство в Екатеринославском музыкальном училище (1901—1906), затем была приглашена в Музыкально-драматическую школу Н. В. Лысенко (с 1912 года — Музыкально-драматическая школа имени Н. В. Лысенко; с 1918 года — Музыкально-драматический институт имени Н. В. Лысенко), где работала до 1934 года.
С 1934-го до конца жизни — в Киевской консерватории. Профессор (1917), заслуженный профессор (1934). В 1933 году была членом жюри на 1-м Всесоюзном конкурсе исполнителей.
Умерла 11 марта 1939 года, похоронена на Байковом кладбище.

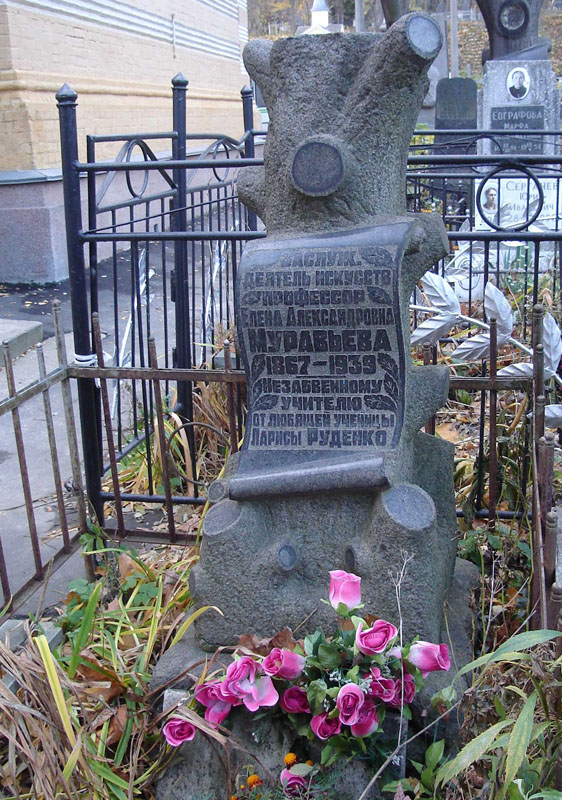
Могила на Байковом кладбище.

Награждена орденом Трудового Красного Знамени (17.04.1938) — в связи с 25-летним юбилеем Киевской Государственной консерватории и за выдающиеся заслуги в области подготовки музыкальных кадров Советской Украины.

## Творчество
Певица владела подвижным, легким голосом широкого диапазона (лирико-колоратурное сопрано), выступала в многочисленных оперных партиях. Её исполнение отличалось высокой культурой, тщательной отделкой.

### Репертуар
Первое исполнение в Большом театре:
- Миндора («Федул с детьми»)
- Бригитта («Иоланта»)
- Эллен («Лакме»).

Другие партии:
- Горислава, Людмила («Руслан и Людмила»)
- Наташа («Русалка» А. Даргомыжского
- Ярославна («Князь Игорь»)
- Тамара («Демон» А. Рубинштейна)
- Снегурочка
- Татьяна («Евгений Онегин»)
- Маргарита («Фауст»)
- Изабелла («Роберт-Дьявол»)
- Инесса («Африканка»)
- Джильда («Риголетто»)
- Маргарита Валуа («Гугеноты» Дж. Мейербера)
- Принцесса Евдоксия («Еврейка» Ф. Галеви)
- Ольга («Русалка» А. Даргомыжского)
- Вениамин («Маккавеи»)
- Прилепа («Пиковая дама»)
- Аннхен, Берта («Иоанн Лейнденский»)
- Паж Оскар («Бал-маскарад» Дж. Верди)
- Филина («Миньон» А. Тома)
- Фраскита («Кармен»)
- Галька

## Педагогическая деятельность

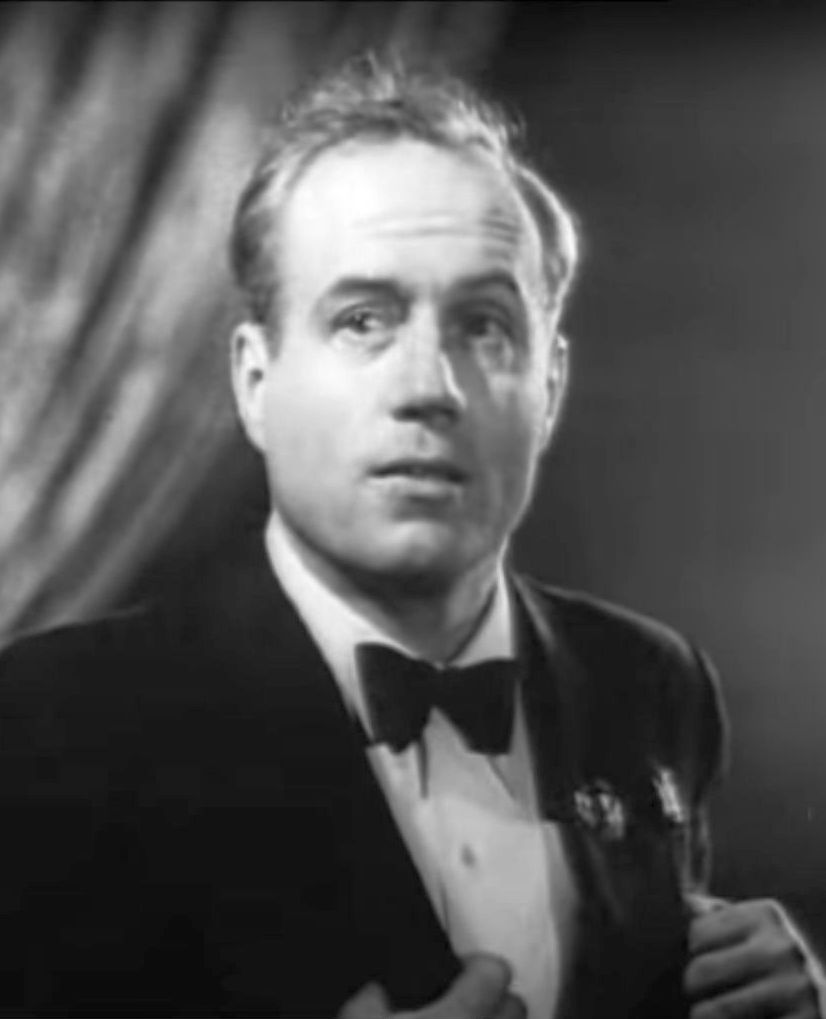
Иван Семёнович Козловский. Фото 1942 года. Знаменитый ученик Елены Муравьёвой.

Более чем за 30 лет музыкально-педагогической деятельности в Киеве Е. А. Муравьёва проявила себя как выдающийся специалист по вокальной подготовке. В общей сложности воспитала свыше 400 певцов. Среди её учеников и учениц — такие прославленные мастера, как Зоя Гайдай, Николай Платонов, Иван Козловский, Милица Корьюс, Елена Петляш, Лариса Руденко и многие другие.
Особенности преподавания Елены Муравьёвой характеризованы следующим образом:

Профессор Е. А. Муравьёва обладала громадной силой убеждения и великим терпением. Все сложное и непонятное она умела объяснить просто и доходчиво, тонко разбиралась в премудростях вокального искусства, подходила к каждому ученику, принимая во внимание тончайшие оттенки его индивидуальных особенностей. Все свои большие теоретические знания она применяла на практике, в совершенстве владея высшим классом пения и постоянно обогащая её собственным опытом… Одновременно с преподаванием Муравьёва, будучи истинным художником, вкладывала в ученика свои мысли, отточенные и годами проверенные… Елена Александровна обладала средствами, поэтому не материальная сторона заставляла её так напряженно заниматься с учениками, а её бескорыстная любовь к искусству, стремление к совершенствованию отечественных певцов. Большинство её учеников составляли «неплатежеспособные», но «способные», как она сама говорила.